# Антоніу Феррейра
Антоніу Феррейра (порт. António Ferreira; нар. 8 грудня 1970, Коїмбра, Португалія) — португальський кінорежисер, виграв кілька міжнародних призів у понад 100 фестивалях, у тому числі потрапляв до Каннської програми із короткометражним фільмом «Дихання (під водою)».

## Біографія
Антоніу Феррейра народився у муніципалітеті Коїмбра, Португалія у 1970 році. У 1991 році переїхав до Парижа, однак повернувся за рік для проходження військової служби. Починав як комп'ютерний програміст.
У 1994 році вступив до кінематографічної школи в Лісабоні. У 1996 році переїхав до Берліна для навчання у тамтешній кінематографічній школі.

## Фільми
Став знаменитим завдяки своєму 45-хвилинному короткометражному фільму «Дихання (під водою)», який було відзначено на багатьох кінофестивалях, у тому числі у Каннах (2000 рік).
У 2002 році Феррейра дебютує із повнометражним фільмом «Забудь про все, що я тобі сказав», де також виступає співавтором сценарію. Фільм отримав кілька португальських відзнак.
У 2010 році зняв фільм «Ембарго» за однойменною повістю португальського Нобелівського лавреата з літератури Жозе Сарамагу, вперше виданою у 1978 році. Прем'єра відбулася 30 вересня 2010 року. Фільм був у португальському, іспанському, бразильському прокаті та був відібраний для участі у понад 20 фестивалях (Сан-Паулу, Ріо-де-Жанейро, Монреаль, Чикаго тощо).